# Ectomychus ovatus
Ectomychus ovatus es una especie de coleóptero de la familia Endomychidae.

## Distribución geográfica
Habita en Birmania, Sikkim y  en Indochina.